# المسيحية بمحافظة سوهاج
المسيحية هي دين جزء كبير من السكان في محافظة سوهاج في مصر. تضم محافظة المنيا ومحافظة أسيوط ومحافظة قنا عددًا كبيرًا من السكان المسيحيين. من أهم المعالم المسيحية بمحافظة سوهاج الدير الأبيض (دير الأبيض) والدير الأحمر (الدير الأحمر) للأقباط. سوهاج هي مقر أسقف الكنيسة القبطية الأرثوذكسية بالإسكندرية. توجد أبرشية بسوهاج برئاسة بطريرك الإسكندرية للأقباط. في عام 2000 قتل 21 مسيحيا في هجوم شنه مسلمو قبائل عربية. اعتقلت قوات الأمن (مباحث أمن الدولة) أكثر من ألف ومائتي من المسيحيين الأقباط في مدينة سوهاج بتاريخ 15 أغسطس 1998. كانت هناك أعمال شغب بين الأقباط والمسلمين من القبائل العربية عام 1999. كان الراهب القديس شنودة (حوالي 350-465؛ رئيس الدير الأبيض) شخصية رئيسية في النضال ضد عبادة الأصنام. كانت المحافظة مسرحًا لاشتباكات عنيفة بين الإسلاميين والحكومة. ولد البطريرك الراحل ستيفانوس الثاني غطاس من الكنيسة القبطية الكاثوليكية، كاردينال، في محافظة سوهاج.
ووفقًا لما ذكره السيد إزادي، فإن الأقباط كانوا يشكلون 14,86٪ من سكان منطقة سوهاج في عام 1914، ومع ذلك فإنهم يمثلون الآن ما يقدر بنحو 35٪ من سكان منطقة سوهاج.

## قائمة الأديرة في محافظة سوهاج
- الدير الأبيض
- الدير الأحمر
- دير القديسة العذراء مريم بجبل أخميم الشرقي
- دير الملاك ميخائيل بجبل أخميم الشرقي
- دير الشهداء بجبل أخميم الشرقي
- دير مارجرجس الحديدي
- دير الأنبا بسادة
- دير الأنبا توماس السائح
- دير الأنبا شنودة الشرقي
- دير الأمير تواضرس
- دير القديس باخوم واخته ضالوشام
- دير رئيس الملائكة الجليل ميخائيل للرهبان إيبارشيه جرجا
- دير القديس دميانة